# 聖守護天使
聖守護天使（せいしゅごてんし、英: Holy Guardian Angel、HGAと略す）は、黄金の夜明け団やアレイスター・クロウリーに発する現代の儀式魔術の諸流派に見られる用語で、個々人にとって特別な唯一無二の、個人を導く高位の霊的守護者であり、個人の神（a personal God）である。聖守護天使は「ハイアーセルフ」（高次の自己）のことだとしばしば言われるが、これに関しては異論もある。自分の聖守護天使のことを知り関係を結ぶことは、魔術の神秘主義的探求のひとつの目標ないし通過点に設定されており、このプロセスは聖守護天使の知識と会話（the Knowledge and Conversation of the Holy Guardian Angel）と呼ばれている。

## 起源
聖守護天使という言葉は15世紀ドイツのユダヤ人「ヴォルムスのアブラハム」の著とされる『アブラメリンの書』に由来する。実際には後代に作られた偽書であろうと考えられているこのグリモワールは、19世紀末に黄金の夜明け団の指導者S・L・マグレガー・マサースによってパリのアルスナル図書館で発見され、近代の英語圏に初めて紹介された（マサースが見出したのは18世紀のフランス語写本であるが、現在では他にも17-18世紀の複数のドイツ語版や18世紀のヘブライ語版が残存していることが判明している）。この書は人間についている善の天使の助力を得ることによって悪霊を支配することが可能になると説く。しかしこの聖なる守護天使の知遇を得るためには、何ヶ月にも及ぶ禁欲的な帰依の日々を経て自己を清めなければならないとしている。
マグレガー・マサース編訳『術士アブラメリンの聖なる魔術の書』（1898年）にはこう書かれている。
もしなんじがこれらの規則を完全に守るならば、なんじの聖守護天使によって、次に述べる象徴群と無数のその他もろもろがなんじに授かるであろう。かくのごとくなんじは唯一のまことの神の栄光のために、なんじ自身の美徳のために、なんじの隣人の幸福のために生きるのである。この神聖なる知恵と聖なる魔術とを有すべき方の心と目との御前にては敬神の心をつねに欠かさぬようにするがよい。
一時期、黄金の夜明け団員であったアレイスター・クロウリーは、若くしてアブラメリン魔術の実践を試み、後に「聖守護天使の知識と会話」に重要な意義を与え、彼の魔術体系のひとつの目標に据えた。その後イズレエル・レガーディーやディオン・フォーチュン、W・E・バトラーなど、クロウリーから直接・間接的に影響を受けた著述家らによって、聖守護天使のコンセプトはクロウリー系以外の魔術の流派でもよく知られたものとなっていった。

### 古代哲学者のダイモーン
古代のギリシア・ローマ世界では、キリスト教の守護天使にも似た守護精霊の存在が信じられていた。それは個人の誕生時から最期までつきまとっている善なる霊であり、個人の運命を司るものであった。古代ギリシア人やヘレニズム期のギリシア化された人々はこれをダイモーン（δαίμων、ラテン文字転写 daimon）と呼んだ。（ダイモーンのラテン語形はダエモン daemon であるが、これはキリスト教の興隆以降、悪霊の意味合いが強くなった。後述するゲニウスもダイモーンに対応するラテン語の語彙である。）
語源はどうであれ、古代詩人ホメーロスからアレクサンドリアのフィロンのようなヘレニズム期の著述家に至るまで、ダイモーンは「神的な存在」を意味する言葉であった。日本語では「神霊」「鬼神」と訳される。テオス（神）との境界線は必ずしも明確でないが、おおむね神よりも下位の種々の精霊を指した。プラトンの『饗宴』では、神々と死すべき人々の間に位置づけられ、両者をなかだちする存在として語られる。そこでは愛神エロースがダイモーンの例に挙げられている。概括すれば、ダイモーンはさまざまな事象の裏に隠れた神的な力であり、その擬人化であった。また、古代ローマ人にはダイモーンに類似したゲニウス（genius）という概念が知られていた。ゲニウスは個人や土地の守護神であり、この言葉は個人の天分という意味でも用いられた。ゲニウスに由来する英語のジーニアスは通常、天才、天賦の才を意味する。
『ソクラテスの弁明』の中でソクラテスは、子どもの頃からたびたび神のお告げを聞いていたと語る。かれがダイモニオンと呼ぶこの内なる声は、自分がまちがったことをしようとする時に警告を発してこれをおしとどめたという。ダイモニオンはソクラテスにとって内的な自制心の謂いであったかもしれないが、かれ個人の神とも解釈しうるものであり、かれを告発した当時のアテーナイの人々にとって、伝統的な神々をないがしろにして聞いたこともない秘密の神を信仰しているとの疑念を抱かせるものであった。後のプラトン派の人々はソクラテスのダイモニオンを個人の精神的な導き手と解釈し、守護霊としてのダイモーンを人間に内在する神的なものとみなした。現代ではジークムント・フロイトの超自我に似たものとも評される。プラトンの『ティマイオス』は、人間の頭には理性的な霊魂である不死なるダイモーンが宿り、胸腹部には動物的衝動である死すべき霊魂が宿るとしている。ストア派もダイモーンないしダイモニオンを心の奥にある良心のようなものとして捉えていた。

### 「高次のジーニアス」と「うまれざるもの」
イズレエル・レガーディーは、アレイスター・クロウリーのいう「聖守護天使」は黄金の夜明け団の「高次のジーニアス」と同義であり、神智学でいう「高次の自己」に等しいと論じている。黄金の夜明け団の教義文書の中の「小宇宙 ― 人間」と題されたテキストは、人間の中の上位部分とその背後にある超越した存在とのつながりについてふれている。それによれば、ケテルに対応する人間の上位部分はヘブライ語でイェヒダー（Yechidah）と呼ばれる神的意識であり、天使的力が人間の内に顕現したものである。それを超えたところに「高次のジーニアス」（Higher Genius、高次の天才、高次の天性とも訳される）と呼ばれる大いなる天使が控えている。イェヒダーはこの天使の代理として人間存在を統治するものであり「低次のジーニアス」である。
高次のジーニアスを勧請するための黄金の夜明け団の非公式儀式は、団員であったアレイスター・クロウリーの知るところとなり、彼が出版した『ゴエティア ― ソロモン王の小鍵』に「蛇の巻きついた心（臓）の勧請」として収録された。この儀式は古代後期エジプトの魔術パピュルス文書のひとつ「ロンドン・パピルス」（PGM V）に含まれる「象形文字記者ジェウの銘板」(350C.E.)を翻案したものである。元のパピルス文書のテキストにある「無頭者」 (ακεφαλον) という言葉は、この儀式では「不生なるもの」と解釈されている。クロウリーの「サメクの書」はこの「生まれざる者の儀式」の改作である。

## アレイスター・クロウリーの見解
アレイスター・クロウリーが1904年に創始したセレマの体系の中では、聖守護天使はおのれの最も真なる神的本質を象徴する「沈黙の自己」である。
いくつかのオカルティズムの流派ではこの言葉は広く知られており、非英語圏でもHGAが共通の略称となっているほどである。クロウリーはこれを黄金の夜明け団のジーニアス（天性）、イアンブリコスのアウゴエイデス（光輝体）、ヒンドゥー教のアートマン（真我）、古代ギリシア人のダイモーン（守護神）と同等のものとみなしているようである。彼はこの言葉をグリモワール『賢者アブラメリンの聖なる魔術の書』から借用した。
聖守護天使（HGA）はある意味では「高次の自己」であるものの、しばしばアデプトから独立した別個の存在として体験される。セレマの体系では、ただひとつの最重要目標は自分のHGAと意識的につながることであり、このプロセスは「知識と会話」と呼ばれる。そうすることによって魔術師は自分の真の意志を完全に自覚するのである。
クロウリーにとって、聖守護天使の知識と会話というイベントはあらゆるアデプトのただひとつの最重要目標であった。
魔術師の核心的かつ本質的な作業は聖守護天使の知識と会話の成就である、ということを片時も忘れてはいけません。ひとたびこれを達成すれば、当然のことながら魔術師は完全に天使の手のうちに委ねられ、そして天使に導かれて、深淵を渡って神殿の首領の位階に達するという次の大いなるステップへと向かうこと必定です。

### 知識と会話を達成する方法
クロウリーは、アブラメリンの方式がこの試みに成功する唯一の方法ではないと述べた。
ひとが聖守護天使の知識と会話を達成しうるような正確な規則を定めるのは不可能である。それは人それぞれの秘密だからである。その人の位階が何であろうと、他の誰にも教えることも察することもできない秘密。それは聖域中の聖域であり、そこでは各人が自身の司祭長となるのであって、そこには自分の兄弟の神の名を知る者もいなければ、これを請（しょう）ずる儀式を知る者もいないのだ。
『アブラメリン』で説明されている作業はあまりに複雑で時間と資金も必要で、ほとんどの人には不可能であるため、クロウリーはもっとやりやすい方法を用意しようと考えた。イタリアのテレマの僧院に滞在中、彼はHGAの知識と会話を得るために特別にデザインされた儀式「サメクの書」を書いた。この儀式の注の中でクロウリーは成功の鍵を要約して「頻繁に請ぜよ」と記している。
彼はまた、この儀式の一般的な神秘主義的プロセスを次のように詳述している。
アデプトは、無意識裡に真の意志を発する部分である最奥の自己を、聖守護天使を認識することに自由に集中させられるようになる。成功のためには身体的・心的・アストラル的意識をなくすことが決め手となる。というのも、自分の魂の声が聞こえないのはこれらの意識が注意を奪うためであり、自分が意識の仕事に気をとられていることがその魂を認識する妨げになっているからである。
儀式の効果は以下の通りである。
1. 意識はずっとそれ自身の仕事で忙しいため、魔術師の気を逸らさなくなる。
2. 意識は完全に分離されるため、魔術師の魂は覆いを剥がされる。
3. 強い熱狂を自分の内に呼び起こして自分を酩酊させ麻痺させれば、この霊的解剖の苦痛を感じて腹立たしく思うこともなかろう。不思議にも欲望と併存する強い羞恥心をやりすごすために結婚初夜に酒に酔いしれる恥らいの恋人たちのように。
4. あらゆる要素から必要な霊的力を集め、それを一気に聖守護天使への熱望へと注ぎ込む。そして、
5. 天使を請ずる魔術的声の振動によって天使を惹きつける。

このように儀式の方法は多岐にわたる。
一般的な作業の詳細な記述としては他に『霊視と幻聴』（The Vision and the Voice）の「第八アイテール」に述べられており、また、『八之書』（Liber 8）でも描写されている。

### クロウリーの聖守護天使観の変遷
クロウリーが聖守護天使は「沈黙の自己」であるという見解を取っていたのはもっぱら初期の頃である。『楽々魔術』（Magick without Tears）を執筆していた70歳代の頃は、まったく異なる正反対の見方を提示している。この定義によれば、聖守護天使は「自己」ではなく、かつてある時は自分のような人間であったかもしれない、独立した別個の存在である。
しかしながら、まったく異なるタイプの天使がいます。神々や悪魔たちもわたしたちのうちに含まれるということを、ことのほか注意深く思い出さなければなりません。というのも、ある特定の要素の有無にかかわらず存在しうる、というような存在がいるのです。そのような存在たちは人間がそうであるのとまさに同じ意味において小宇宙です。かれらは、わたしたちが自分でするのとまさに同じようにして、可能性と利便性の命ずるままにその構成要素を獲得してきた個です … わたしは聖守護天使はこの系統の存在であると信じています。かれは人間以上の何かであり、人間の段階をすでに通過した存在かもしれません。そしてかれとその相手との特別に親密な関係は、友・共同体・兄弟・父子の間柄です。わたしが強調したいのは、かれはあなた自身を抽象化したものなどではないということです。そのようなわけで、わたしは「高次の自己」という言葉が忌まわしい異端と危険な欺瞞をはらんでいると強く主張したのです。

## ピーター・キャロルの見解
ケイオスマジックのパイオニアであるピーター・キャロルは概念をふたつに分けて二種類の「聖守護天使」について語っている。彼によれば、ひとつはアウゴエイデス、すなわち魔術師が目指して努力する目標としての投影像であり、いまひとつは量子論的不確定性である。それまでの考え方では守護天使は神性の火花とされたが、量子論的不確定性は魔術師の行為を最終的に決定づけるものであり、真の創造力の火花すなわちカオスである、と彼は言う。

## エノキアンからの視点
ジョン・ディーのエノキアン体系は、HGAについての後期クロウリーの見方に類似した考え方を提示している。
Cotton Appendix XLVI 1 の18ページで、ディーと天使ユバンラダケの対話の中で、天使は次のような見方を示している。
ディー：差し障りなければ、あなたがどの階級にあるのか、もしくはあなたがミカエル、ガブリエル、ラファエル、ウリエルとの関係においてどのような地位にあるのか、教えていただけませんか？
ユバンラダケ：人間のため、かれらの不毛の地のため、かれらの魂の第一の卓越性のために、神に嘉（よみ）された者たちの諸階級の中より、神は善なる統治者すなわち天使を任命されました。善なる魂はいずれも同じひとつのものでなく、まったく同じ尊厳性を有するものではないからです。だからかれの卓越性に応じて、かれの卓越性の示すところの階級からの使者としてわれらは任命されているのです。その目的は、前述のものによって荘厳（しょうごん）された地を最終的にかれにもたらすということです。また、神の正義において闇の君主に対すべき存在を置くという意図もあるかもしれません。

## 過去世退行における指導霊
催眠術師マイケル・ニュートンはその著書『魂の宿命』の中でこう書いている。「わたしのワークでは指導霊を時には守護天使とも呼んでいる。わたしたちの個人的教師は、指導霊の段階へと脱するまでの長い間、物理的な形体に受肉していた存在ではあるが。」

## 批判
マイケル・ハワードは『堕天使の書』の中で、明けの明星団のメンバーたちは、聖守護天使は西洋オカルティズムにおけるひとつの捏造された概念であり、主としてアレイスター・クロウリーとその仲間の創案であって、ほんの一握りの典拠にのみ依っていると主張した、と報告した。セレマ雑誌 Starfire 誌上で、これについて賛否双方の側のさまざまなオカルトの著述家を交えてもっと詳細な討論がなされた。